# Pinseque
Pinseque – gmina w Hiszpanii, w prowincji Saragossa, w Aragonii, o powierzchni 16,09 km². W 2011 roku gmina liczyła 3676 mieszkańców.